# Vĩnh Đức
Vĩnh Đức (chữ Hán giản thể: 永德县) là một huyện thuộc địa cấp thị Lâm Thương, tỉnh Vân Nam. Cộng hòa Nhân dân Trung Hoa. Vĩnh Đức có dân số 3296 km2. Huyện này có dân số năm 1999 là 319.326 người..Chính quyền huyện đóng ở trấn Phượng Sơn. Mã số bưu chính là 677600. Chính quyền huyện đóng ở trấn Đức Đảng. Về mặt hành chính, huyện được chia thành 3 trấn, 7 hương.
- Trấn: Đức Đảng, Tiểu Mãnh Thống và Vĩnh Khang.
- Hương: Mãnh Bản, Á Luyện, Ô Mộc Long, Đại Tuyết Sơn, Ban Khải, Sùng Cương và Đại Sơn.